# 楊福
楊福（穆麟德轉寫：yangfu；17世纪？—1715年），清朝宗室、武官，諡襄毅。
鎮國端純公托克托慧子。康熙十八年（1679年）正月，授三等奉國將軍。三十二年（1694年），任右衛護軍參領。三十五年（1696年），從撫遠大將軍伯費揚古征討厄魯特噶爾丹，於昭莫多地方奮勇擊賊，敗之。敘功授二等奉國將軍。陞右衛副都統。回到北京后，補正白旗蒙古副都統。三十八年（1699年），調奉天副都統。四十年（1701年），陞寧古塔將軍。四十八年（1709年），調黑龍江將軍。五十四年（1715年）正月，康熙帝諭宗人府曰：「黑龍江將軍楊福，人材壯健。自簡用曆任以來，居官敬慎。著將伊父托克托慧鎮國公爵，令其承襲，不必入八分公內。」这一年五月，杨福逝世。